# خالد دعوس
خالد دعوس (1970-) هو مؤرخ فلسطيني ولد في قرية بيتللو الواقعة شمال غرب رام الله. درس في جامعة بيرزيت والكلية الجامعية المتوسطة، ولديه العديد من الأبحاث العلمية. حاصل على دكتوراة من جامعة النيلين في الخرطوم بأطروحة بعنوان " تطور التعليم الفلسطيني العام في الضفة الغربية 1948" عام 2007.

## دراسته
تلقى خالد أحمد دعوس تعليمه الإبتدائي والإعدادي في مدرسة ذكور مخيم دير عمار في مدارس وكالة الغوث، وتعليمه الثانوي في مدرسة بيتللو الثانوية المختلطة عام 1988، حصل على دبلوم إدارة الأعمال من الكلية الجامعية المتوسطة خلال الفترة (1988-1990)، حاصل على درجة البكالوريوس في التاريخ والجغرافيا من جامعة بيرزيت عام 1997، وعلى ماجستير التاريخ من جامعة بيزيت عام 1999، وكانت رسالته بعنوان "سياسة أحمد باشا الجزار في عهد الدولة العثمانية".

## أبحاثه العلمية
قام خالد دعوس بالعديد من الأبحاث والأرواق العلمية منها:
1. قرطبة الأندلسية في عهد عبد الرحمن الداخل.
2. التحالف التركي الإسرائيلي العسكري.
3. المشاكل الحدودية بين الدول العربية.
4. دور جيش التحرير الفلسطيني في حرب حزيران1967 .

## خبراته العملية
عمل خالد دعوس في العديد من الوظائف والمراكز منها:
1. موظف في بنك الإسكان في الأردن عام 1990.
2. مدرس في وزارة التربية والتعليم خلال الفترة من (1998-2000).
3. رئيس قسم في وزارة التربية والتعليم العالي، مركز القياس والتقويم خلال الأعوام (2000-2004).
4. أستاذ في كلية مجتمع المرأة في رام الله التابع لوكالة الغوث.
5. أستاذ في كلية العلوم التربوية التابع لوكالة الغوث.
6. دكتور في جامعة القدس المفتوحة.